# Super 8, Liseberg
Super 8 var en berg- och dalbana i stål som fanns på Liseberg i Göteborg mellan åren 1966 och 1979. Den var av typen Wild Cat och skapades av den tyske berg- och dalbaneingenjören Anton Schwarzkopf som även skapat flera andra åkattraktioner på Liseberg. 
Innan Super 8 byggdes, fanns på platsen den gamla Cabarethallen från Jubileumsutställningen 1923. På samma plats låg senare Lisebergsloopen (1980-1995), Hangover (1996-2002) och Hedersplatsen (2003-2012) med handavtryck av kända personer. Sedan 2013 ligger Farfarsbilarna här.
Super 8 var en kompaktbana med 10 (eller 13) åkvagnar i form av bilmodellen Audi 80. Bilarna hade en maxhastighet av cirka 50 km/h. Varje bil rymde fyra personer och saknade både säkerhetsbälten och spärrar för passagerarna.[källa behövs] Sju bilar kunde färdas samtidigt på banan. De drogs upp för den första backspärrsförsedda backen med hjälp av en kedja. Bilarna kunde nödbromsas med hjälp av fem magnetbromsar som var placerade på olika ställen. Huvudbromsen sköttes manuellt av en utbildad bromsare.
Det finns tre storlekar av berg- och dalbanetypen Wild Cat. Super 8 var den största modellen, 65-metersmodellen som var 65 meter lång, 22 meter djup och 14,5 meter hög med en banlängd på 560 meter. De andra två storlekarna var 54-metersmodellen (54x20x13,5 meter, banlängd 460 meter) och 45-metersmodellen (45x19x10,5 meter, banlängd 420 meter). Ungefär samtidigt som Liseberg köpte in en Wild Cat, beställde även Gröna Lund i Stockholm en Wild Cat-bana som de kallade för Radar. Men på grund av utrymmesbrist var Radar av 54-metersmodellen. Den flyttade 1981 till Ölands djurpark. 2002 bytte den namn till Jumbo Jet och 2008 lades den ned.